# Corcyrogobius liechtensteini
Il ghiozzo di Liechtenstein (Corcyrogobius liechtensteini) è un pesce di mare appartenente alla famiglia Gobiidae.

## Distribuzione e habitat
Endemico del mar Mediterraneo. È stato trovato in mar Tirreno, in mar Adriatico (isola croata di Curzola) e presso le isole Baleari (Ibiza) ma può essere presente anche altrove, le sue minuscole dimensioni e l'inaccessibilità degli ambienti in cui vive rendono difficile ricostruire il suo areale.
Vive in piccole grotte, spesso in fondali coralligeni.

## Descrizione
Molto simile a Odondebuenia balearica da cui riconosce, oltre che per il corpo più allungato, per la livrea con un maggior numero di striature blu sui fianchi rossicci, che sono anche più ravvicinate, per le pinne ventrali che sono comunque unite alla base e non separate per tutta la loro lunghezza e per la prima pinna dorsale che non è così appuntita.
Misura al massimo 3 cm.

## Biologia
In genere staziona sulle pareti o sul soffitto delle grotte in cui vive.